# Kabinet-Kreisky III
De Oostenrijkse Bondsregering-Kreisky III regeerde van 28 oktober 1975 tot 5 juni 1979. Het kabinet bestond in hoofdzaak uit ministers van de Sozialistische Partei Österreichs (SPÖ). De SPÖ had bij de parlementsverkiezingen van 1975 wederom een absolute meerderheid verkregen.
| Bondsminister                   | Ambtsdrager | Partij                    | Staatssecretaris |
| ------------------------------- | --- | ------------------------- | --- |
| Bondskanselier                  | Bruno Kreisky | SPÖ                       | Ernst Eugen Veselsky (SPÖ, tot 5 oktober 1977) Elfriede Karl (SPÖ) Karl Lausecker (SPÖ, tot 8 juni 1977) Franz Löschnak (SPÖ, v.a. 8 juni 1977) |
| Vicekanselier                   | Rudolf Häuser (ook minister van Sociale Zaken, tot 30 september 1976) Hannes Androsch (ook minister van Financiën, v.a. 1 oktober 1976) | beiden SPÖ                | |
| Sociale Zekerheid               | Rudolf Häuser (tot 30 september 1976) Ingrid Leodolter (op 1 oktober 1976) Gerhard Weißenberg (v.a. 1 oktober 1976)                     | allen SPÖ                 | |
| Buitenlandse Zaken              | Erich Bielka (tot 30 september 1976) Bruno Kreisky (op 1 oktober 1976) Willibald Pahr (v.a. 1 oktober 1976)                             | partijloos SPÖ partijloos | |
| Binnenlandse Zaken              | Otto Rösch (tot 8 juni 1977) Erwin Lanc (v.a. 8 juni 1977)                                                                              | beiden SPÖ                | |
| Onderwijs en Kunst              | Fred Sinowatz | SPÖ                       | |
| Justitie                        | Christian Broda | SPÖ                       | |
| Financiën                       | Hannes Androsch | SPÖ                       | |
| Land- en Bosbouw                | Oskar Weihs (tot 30 september 1976) Josef Staribacher (op 1 oktober 1976) Günter Haiden (v.a. 1 oktober 1976)                           | allen SPÖ                 | Günter Haiden (tot 30 september 1976) Albin Schober (v.a. 1 oktober 1976)                                                                       |
| Handel, Nijverheid en Industrie | Josef Staribacher | SPÖ                       | |
| Verkeer                         | Erwin Lanc (tot 8 juni 1977) Karl Lausecker (v.a. 8 juni 1977)                                                                          | beiden SPÖ                | |
| Landsverdediging                | Karl Lütgendorf (tot 31 mei 1977) Bruno Kreisky (v.a. 31 mei 1977) Otto Rösch (v.a. 8 juni 1977)                                        | partijloos SPÖ            | |
| Bouw en Techniek                | Josef Moser | SPÖ                       | |
| Wetenschap en Onderwijs         | Hertha Firnberg | SPÖ                       | |
| Volksgezondheid en Milieu       | Ingrid Leodolter | SPÖ                       | |

Renner · Figl I · Figl II · Figl III · Raab I · Raab II · Raab III · Raab IV · Gorbach I · Gorbach II · Klaus I · Klaus II · Kreisky I · Kreisky II · Kreisky III · Kreisky IV · Sinowatz · Vranitzky I · Vranitzky I · Vranitzky III · Vranitzky IV · Vranitzky V · Klima · Schüssel I · Schüssel II · Gusenbauer · Faymann I · Faymann II · Kern · Kurz I · Bierlein · Kurz II · Schallenberg · Nehammer · Stocker